# Zotico (nome)
Zotico  è un nome proprio di persona italiano maschile.

## Varianti in altre lingue
- Catalano: Zòtic
- Francese: Zotique
- Greco antico: Ζωτικός (Zotikos)[2]
- Latino: Zoticus[1][2]
- Lituano: Zotikas
- Polacco: Zotyk
- Portoghese: Zótico
- Spagnolo: Zotico

## Origine e diffusione
Risale, tramite il latino Zoticus, al greco antico Ζωτικός (Zotikós); è basato su ζωτικός (zotikós), che vuol dire "pieno di vita", "vivificante" (da una radice comune anche ai nomi Zosimo, Zoilo e Zoe), ed ha quindi significato analogo al nome Vitale.
Il nome, in italiano, coincide con il termine "zotico", che significa "villano", "rozzo", "ignorante", "sgarbato" (dall'etimologia dibattuta, forse correlabile a questo stesso nome o forse legato al termine "idiota").

## Onomastico
Il nome venne portato da svariati tra i primi santi, e l'onomastico può essere festeggiato in una qualsiasi di queste date:
- 12 gennaio, san Zotico, martire a Tivoli[3]
- 12 gennaio, san Zotico, soldato e martire con Castolo, Modesto e Rogato e altri compagni in Africa[3][6]
- 10 febbraio, san Zotico, martire con Amanzio e altri compagni a Roma[7][8]
- 11 febbraio, san Zotico, martire in Africa[6]
- 21 luglio, san Zotico, vescovo di Comana di Armenia e martire[3][6]
- 21 agosto, san Zotico, martire con Agatonico e altri compagni a Selymbria (Tracia)[7][8]
- 21 ottobre, san Zotico, soldato e martire con Caio, Dasio e altri compagni a Nicomedia[7][6][8]
- 23 dicembre, san Zotico, martire con altri compagni a Gortina[8]
- 31 dicembre, san Zotico, sacerdote e martire a Costantinopoli[7][6]

## Persone
- Zotico, amante di Eliogabalo
- Zotico, funzionario dell'Impero romano d'Oriente
- Zotico di Costantinopoli, santo romano
- Zotico di Nicomedia, santo romano